# Campestre-et-Luc
Campestre-et-Luc település Franciaországban, Gard megyében. Lakosainak száma 153 fő (2022. január 1.). Campestre-et-Luc La Couvertoirade, Sauclières, Vissec, Alzon, Blandas, Le Cros és Sorbs községekkel határos.

## Népesség
A település népességének változása:
| Lakosok száma | 110  | 72   | 80   | 111  | 118  | 107  | 99   | 122  | 134  | 153  |
|               | 1968 | 1982 | 1990 | 2006 | 2013 | 2015 | 2017 | 2019 | 2020 | 2022 |